# استفان بارت (روان‌پزشک)
استفان جوئل بارت (به انگلیسی: Stephen Joel Barrett) متولد ۱۹۳۳، روان‌پزشک بازنشسته آمریکایی، نویسنده، و یکی از بنیانگذاران شورای ملی علیه تقلب در امور سلامت (NCAHF)، و مدیر وبسایت Quackwatch است. او تعدادی از وب‌سایت‌ها را که با شارلاتان بازی و کلاه‌برداری درمانی مقابله می‌کنند مدیریت می‌کند. او بر حفاظت از مصرف‌کنندگان، اخلاق پزشکی و تردید علمی متمرکز است.